# Mandó (varietat de raïm)
El mandó és una varietat mediterrània de cep negre, originària probablement de l'Empordà, i conreada tradicionalment al País Valencià. Produeix gotims troncònics de mida mitjana considerablement compactes. Té grans petits i esfèrics que maduren amb una tonalitat violàcia. A començament del segle xxi se'n va recuperar el conreu a la DO Pla de Bages a partir d'unes vinyes velles localitzades a les poblacions de Navàs, Cardona i Rocafort de Bages.